# Червеният кръг (разказ)
 Тази статия е за разказа за Шерлок Холмс.  За френския филм вижте Червеният кръг.  
„Червеният кръг“ (на английски: The Adventure of the Red Circle) е разказ на писателя Артър Конан Дойл за известния детектив Шерлок Холмс. Включен е в сборника „Преди да падне завесата“, публикуван през 1917 година.

## Сюжет
Внимание:  Текстът по-долу разкрива сюжета на произведението (или части от него)!
В къщата на госпожа Уорън се настанява странен наемател. Той живее в една стая на горния им етаж, но никога не се показва. По негово желание му оставят храната на един стол под вратата, а през нощта той често се разхожда из стаята, и изобщо се държи много странно. Госпожица Уорън отива при Холмс за съвет, защото всичко изглежда много подозрително. Това е станало крайно наложително, тъй като скоро съпругът ѝ е бил нападнал на улицата, хвърли ли са върху главата му палто, вкарали са го в кабината на каляската и цял час са го развеждали из града.
Холмс заключава, че в къщата живее не лицето наело стаята, а негов приятел или съучастник, който е преследван от неизвестни хора. Скривайки се заедно с Уотсън в килера, Холмс вижжда, че странния наемател е една жена, която изглежда много уплашена. Виждайки, че тази загадъчна жена редовно иска вестник „Дейли газет“, Холмс предполага, че тя осъществява връзката с партньора си чрез обяви във вестниците. Холмс намира няколко съобщения във вестника. От едно от тях се разбира, че вечерта от къщата, разположена в близост до дома на госпожа Уорън, съучастникът ѝ ще общува с жената с помощта на прост код: „A“ – един знак, „Б“ – два знака и т.н.
Холмс и Уотсън правят засада и скоро виждат как в тъмния прозорец на къщата някой започва да сигнализира със запалена свещ, и то на италиански език. Изведнъж подаването на сигнали спира, и Холмс и Уотсън се втурват в къщата, където се сблъскват с полицейски инспектор Грегсън и господин Левъртън от американската агенция „Пинкертон“. Те проследяват някой си Джорджано, главатар на неаполитански лига „Червения кръг“, която е престъпната организация подобна на мафията. Влизайки в стаята, откъдето са подавани сигналите, детективите намират Джорджано убит с нож в гърлото. Холмс подава светлинен сигнал в прозореца, и скоро в стаята идва жената, която е живяла заключена при госпожо Уорън. Тя се представя като Емилия Лука и обяснява всичко.
Оказва се, че тя и нейният съпруг Дженаро са влезли като младежи в лигата „Червения кръг“, но сега се надяват да скъсат с тази престъпна организация. Те са принуден да бягат и да се крият от преследването на Джорджано и неговите слуги. Съпрузите Лука първо са отишли от Италия в Ню Йорк, но там биват открити от Джорджано, който иска от Дженаро да извърши убийство. Дженаро отказва, уведомява полицията, след това съпрузите са избягали в Лондон, за да се скрият. По време на предаване на светлинни сигнали Джорджано е нападнал Дженаро Лука, но опитът му е бил неуспешен и самият Джорджано е бил убит от Дженаро.
Инспектор Грегсън арестува Емилия Лука, а по-късно ще арестува и Дженаро, но вероятно те няма да бъдат обвинени.

## Екранизации
През 1922 г. разказът е бил екранизиран в едноименния британски филм с участието на Ейли Норууд като Холмс и Хюбърт Уилис като Уотсън.
В екранизацията от 1994 г. ролите се изпълняват от Джеръми Брет като Холмс и Едуард Хардуик като Уотсън.